# Jasper (Minnesota)
Jasper is een plaats (city) in de Amerikaanse staat Minnesota.

## Demografie
Bij de volkstelling in 2000 werd het aantal inwoners vastgesteld op 597.

## Geografie
Volgens het United States Census Bureau beslaat de plaats een oppervlakte van
2,3 km², geheel bestaande uit land.

## Plaatsen in de nabije omgeving
De onderstaande figuur toont nabijgelegen plaatsen in een straal van 20 km rond Jasper.